# Manoir de Kersalio
Le manoir de Kersalio est une ancienne demeure noble qui se situe au sud du village de Clis, sur la commune de Guérande, dans le département français de la Loire-Atlantique.

## Présentation
L'époque de construction du manoir de Kersalio n'est pas attestée, faute de sources écrites précises. La seigneurie existe néanmoins dès le milieu du XIIIe siècle. Le corps de logis, édifié en granit au bas du coteau de Guérande suivant un plan en L, date quant à lui vraisemblablement de la première moitié du XVe siècle.
Les premiers seigneurs de Kersalio sont de la famille Le Guennec. Jehan Le Guennec, chambellan et écuyer du duc de Bretagne en 1420, réside à Kersalio au début du XVe siècle. Au début du XVIIe siècle, le manoir passe successivement dans les mains de la famille Leroy, puis de la famille Foucquer, qui en reste propriétaire jusqu'à la Révolution française. Au XIXe siècle, le bâtiment est déclassé en exploitation agricole.
Le moulin de Trévaly, mentionné en 1650, dépend du manoir de Kersalio.
En 1926, le portail en arcade est prélevé et adjoint sur la façade ouest du château de Trévaly à La Turballe.
Le manoir est endommagé par un incendie en 1976. À l'état de ruines, il est depuis 1988 la propriété du conseil départemental de la Loire-Atlantique.

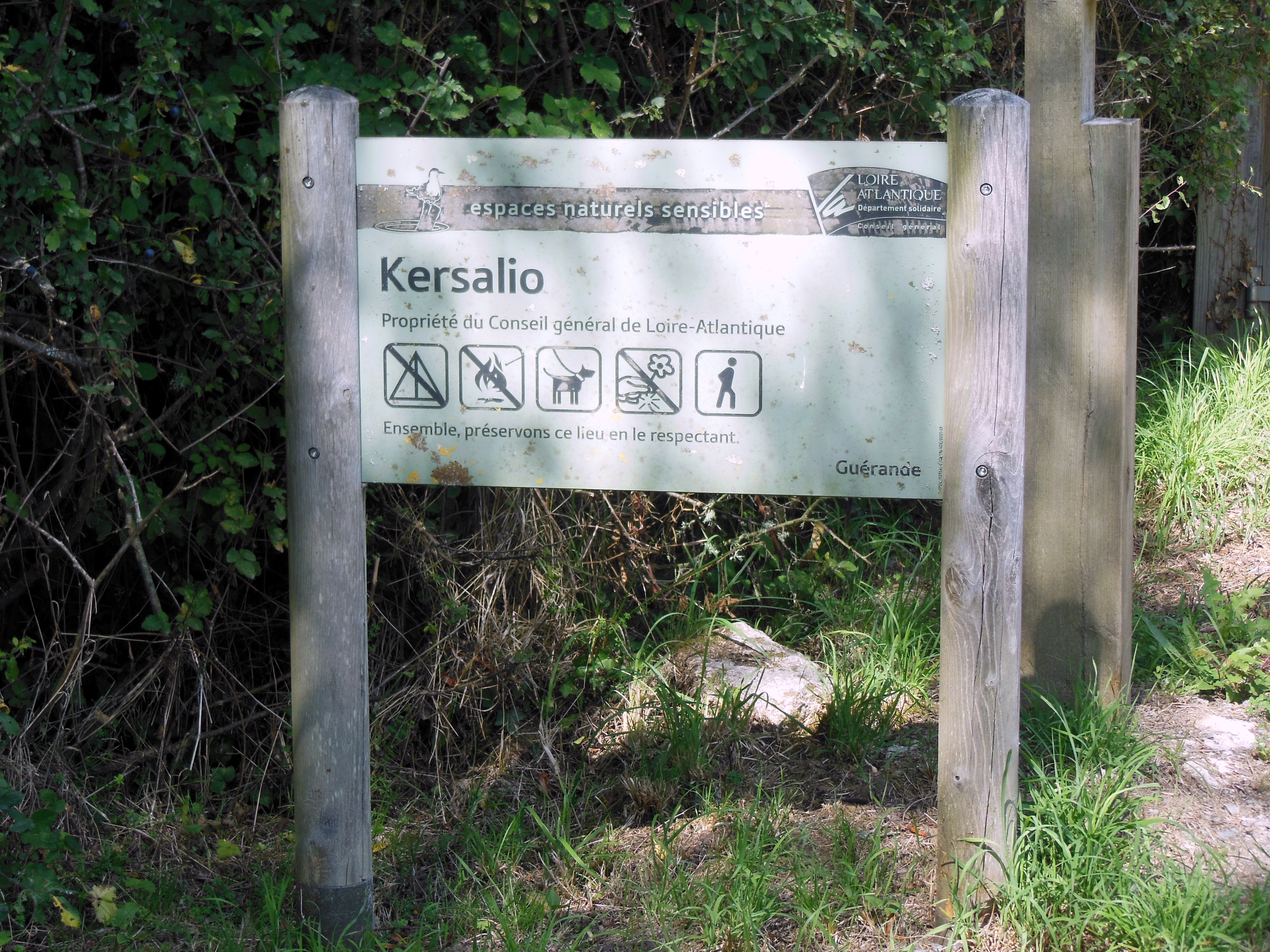
Panneau
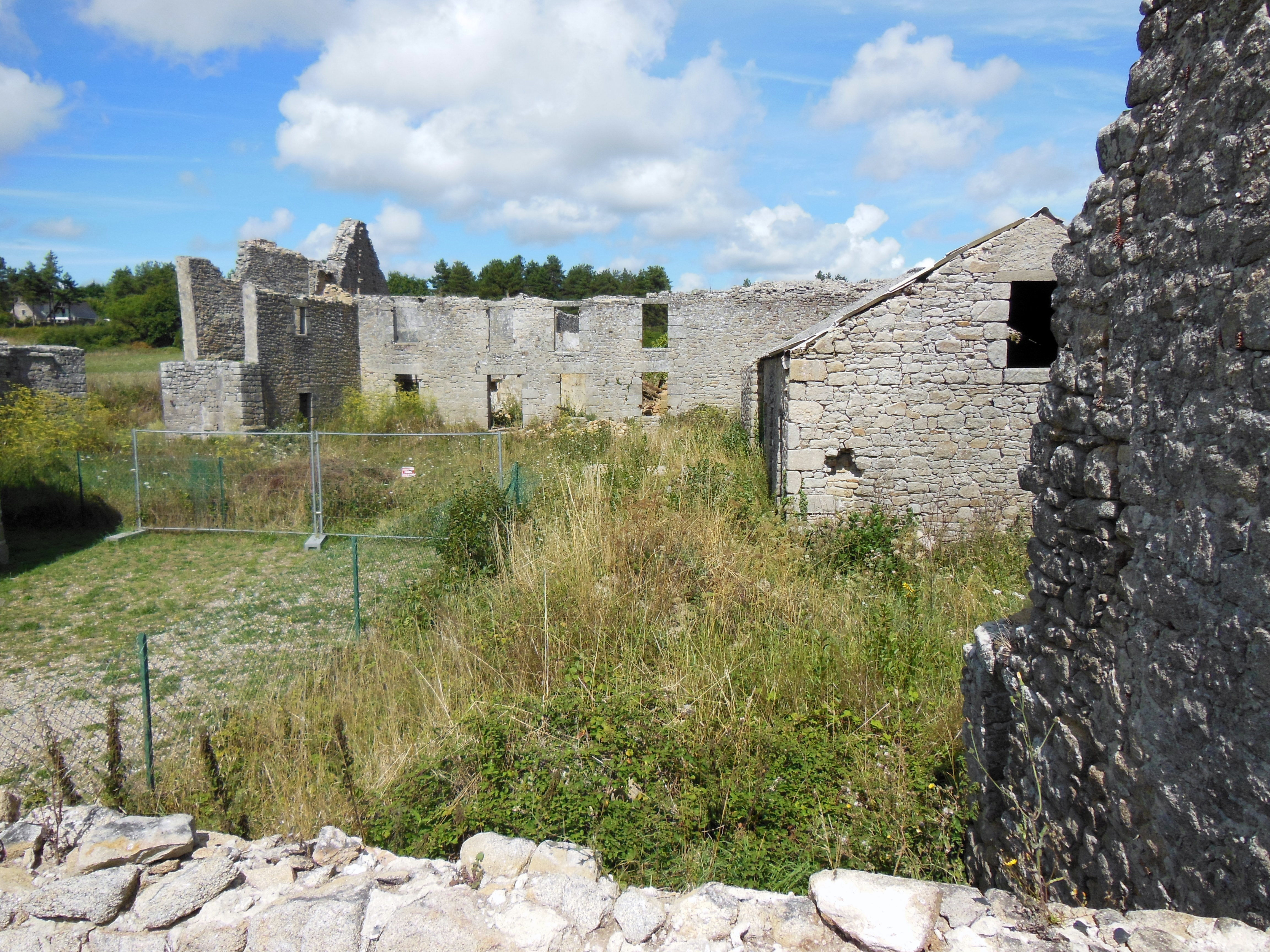
Ruines du château